# لويس توماس دراموند
لويس توماس دراموند هو قاضي كندي، ولد في 28 مايو 1813، وتوفي في 24 نوفمبر 1882.